# Petit Fourmi
Petit Fourmi est une îlot inhabité de Nouvelle-Calédonie appartenant administrativement à Nouméa.